# مارك فروست
مارك فروست (بالإنجليزية: Mark Frost)‏ (و. 1953  م) هو مخرج، وروائي، وكاتب سيناريو، وكاتب للأطفال، ومنتج أفلام أمريكي، ولد في نيويورك.

## التعليم
تعلم في Carnegie Mellon College of Fine Arts ‏.

## أعمال بارزة
من أهم أعماله:
- هيل ستريت بلوز.

## وصلات خارجية
- مارك فروست على موقع IMDb (الإنجليزية)
- مارك فروست على موقع ألو سيني (الفرنسية)
- مارك فروست على موقع ميوزك برينز (الإنجليزية)
- مارك فروست على موقع أول موفي (الإنجليزية)
- مارك فروست على موقع قاعدة بيانات الأفلام السويدية (السويدية)
- مارك فروست على موقع قاعدة بيانات الفيلم (الإنجليزية)
- مارك فروست على موقع كينوبويسك (الروسية)